# Praon
Praon és un gènere d'himenòpters apòcrits de la família dels bracònids, subfamília afidins. Aquest gènere inclou vespes parasitoides solitàries i és dels més grans d'aquesta subfamília, ja que inclou almenys 73 espècies descrites.

## Història natural
La femella injecta un únic ou dins d'un pugó el qual serà devorat des de dins per la larva. Una vegada la larva assoleix el màxim grau de desenvolupament eixirà del pugó i formarà una pupa baix o al costat del cadàver del pugó. Aquest comportament és molt diferent de la resta de membres dels Aphidiinae. Algunes de les espècies d'aquest gènere són molt útils en el control biològic en agricultura. Es troba distribuït pel paleàrtic i la neàrtica.

## Taxonomia

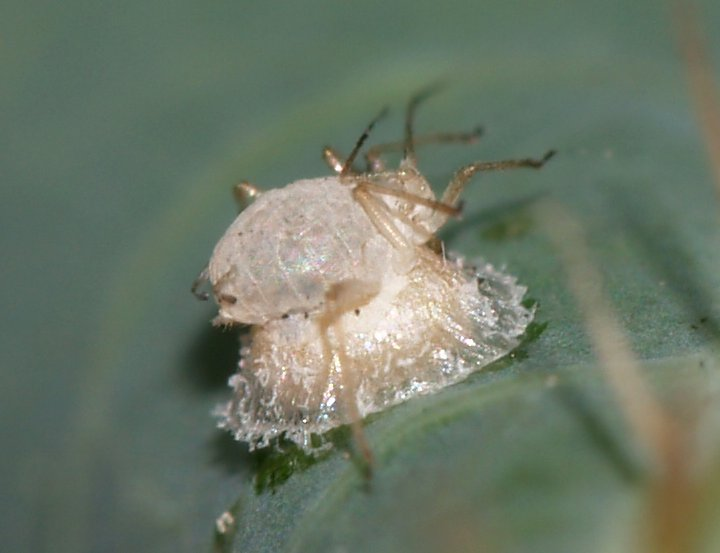
Pupa d'una vespa de Praon baix d'un pugó

- Praon abjectum
- Praon alaskense
- Praon americanum
- Praon artemisaphis
- Praon artemisicola
- Praon athenaeum
- Praon baodingense
- Praon barbatum
- Praon bicolor
- Praon bicolour
- Praon brachycerum
- Praon brevepetiolatum
- Praon brevistigma
- Praon callaphis
- Praon capitophori
- Praon caricicola
- Praon carinum
- Praon cavariellae
- Praon cerasaphis
- Praon changbaishanense
- Praon coloradense
- Praon coniforme
- Praon coreanum
- Praon dorsale
- Praon exoletum
- Praon exsoletum
- Praon flavicorne
- Praon flavinode
- Praon fulvum
- Praon gallicum
- Praon helleni
- Praon himalayense
- Praon hubeiense
- Praon humulaphidis
- Praon hyperomyzus
- Praon kashmirense
- Praon kurohimense
- Praon latgerinae
- Praon lemantinum
- Praon lepelleyi
- Praon longicorne
- Praon megourae
- Praon minor
- Praon mollitrichosiphi
- Praon muyuense
- Praon necans
- Praon nipponicum
- Praon nonveilleri
- Praon occidentale
- Praon orientale
- Praon orpheusi
- Praon pakistanum
- Praon pequodorum
- Praon pilosum
- Praon pisiaphis
- Praon prunaphis
- Praon pubescens
- Praon quadratum
- Praon retusae
- Praon rhopalosiphum
- Praon rosaecola
- Praon silvestre
- Praon simulans
- Praon spinosum
- Praon stagona
- Praon staryi
- Praon taisetsuzanum
- Praon thailandicum
- Praon thalictri
- Praon unicum
- Praon unitum
- Praon uroleucon
- Praon volucre
- Praon yakimanum
- Praon yomenae